# 세계 정보기술 보고서
세계 정보기술 보고서(The Global Information Technology Report)는 세계경제포럼에서 2001년부터 발표한 IT 준비도에 대한 경쟁력을 평가한 보고서이다. 핵심 자료는 세계정보기술지수이다.

## 평가 기준
세계정보기술지수는 크게 다음과 같은 요인에 의해 평가된다.
- 환경(Environment)
  - 시장(market)
  - 정치적 / 제도적(poitical/regulatory)
  - 사회간접자본(infrastructure)
- 준비도(Readiness)
  - 개인 차원 준비도(Individual)
  - 기업 차원 준비도(Business)
  - 정부 차원 준비도(Government)
- 사용성(Usage)
  - 개별 사용성(Individual)
  - 기업 사용성(Business)
  - 정부 사용성(Government)

## 2009-2010 세계정보기술 지수
2010년 세계경제포럼이 발표한 세계정보기술지수는 다음과 같다.
| 1. 스웨덴 5.65 2. 싱가포르 6.64 3. 덴마크 5.54 4. 스위스 5.48 5. 미국 5.46 6. 핀란드 5.44 7. 캐나다 5.36 8. 홍콩 5.33 9. 네덜란드 5.32 10. 노르웨이 5.22 | 1. 대만 5.20 2. 아이슬란드 5.20 3. 영국 5.17 4. 독일 5.16 5. 대한민국 5.14 6. 오스트레일리아 5.06 7. 룩셈부르크 5.02 8. 프랑스 4.99 9. 뉴질랜드 4.94 10. 오스트리아 4.94 |

## 대한민국
- 2009-2010 : 15위 (5.14)
- 2008-2009 : 11위 (5.37)[3]

- 2007-2008 : 9위 (5.43)[4]
- 2006-2007 : 19위 (5.14)[5]
- 2005-2006 : 14위 (1.31)[6]
- 2004-2005 : 24위 (0.81)[7]
- 2003-2004 : 20위 (4.60)[8]
- 2002-2003 : 14위 (5.10)[9]

특히 《시장환경》은 2005년 15위, 2006년 27위, 2008년 14위에서 2009년에 43위로 악화되었으며, 정치적, 제도적 환경도 2005년 28위, 2006년 26위, 2008년 23위에서 2009년은 38위로 급락하여 이 두 부분이 가장 순위를 하락하는 요인으로 꼽혔다.

## 같이 보기
- 세계경제포럼
- 세계무역가능지수
- 세계경쟁력지수